# Scrophularia alhagioides
Scrophularia alhagioides är en flenörtsväxtart som beskrevs av Farideh Attar och Joharchi. Scrophularia alhagioides ingår i släktet flenörter, och familjen flenörtsväxter. Inga underarter finns listade i Catalogue of Life.